# Kévin Bérigaud
Kévin Bérigaud (Thonon-les-Bains, 9 mei 1988) is een Frans voetballer die bij voorkeur als aanvaller speelt. Hij verruilde in 2018 Montpellier HSC voor Paphos FC.

## Clubcarrière
Bérigaud begon zijn voetbalcarrière bij het Zwitserse Servette. Op achttienjarige leeftijd trok hij naar Évian Thonon Gaillard. Een jaar later werd hij bij het eerste elftal gehaald. Inmiddels speelde hij 205 competitiewedstrijden voor de club, waarin hij in totaal 61 doelpunten scoorde. Hij promoveerde samen met de club in 2010 en 2011. In de zomer van 2014 vertrok Bérigaud naar Montpellier HSC. In 2018 vertrok hij naar Paphos FC in Cyprus.
1 Dizdarević ·
3 Sylla ·
4 Kouyaté ·
5 Sagnan ·
6 Jullien ·
7 Nordin ·
8 Adams ·
9 Al-Taamari ·
10 Khazri ·
11 Savanier  ·
12 Ferri ·
13 Chotard ·
14 Maamma ·
15 Barès ·
16 Bertaud ·
17 Sainte-Luce ·
19 Nzingoula ·
20 Touré ·
21 Mincarelli ·
22 Fayad ·
27 Omeragić ·
29 Tchato ·
40 Lecomte ·
52 Maksimović ·
70 Coulibaly ·
77 Sacko ·
Coach: Gasset